# Ourinhos Airport
Ourinhos Airport är en flygplats i Brasilien.   Den ligger i kommunen Ourinhos och delstaten São Paulo, i den södra delen av landet, 800 km söder om huvudstaden Brasília. Ourinhos Airport ligger 462 meter över havet.
Terrängen runt Ourinhos Airport är platt. Runt Ourinhos Airport är det tätbefolkat, med 257 invånare per kvadratkilometer.. Närmaste större samhälle är Ourinhos, 4,6 km öster om Ourinhos Airport.
Omgivningarna runt Ourinhos Airport är en mosaik av jordbruksmark och naturlig växtlighet.